# DeShaun Foster
Pour les articles homonymes, voir Foster.
(en) Statistiques sur pro-football-reference

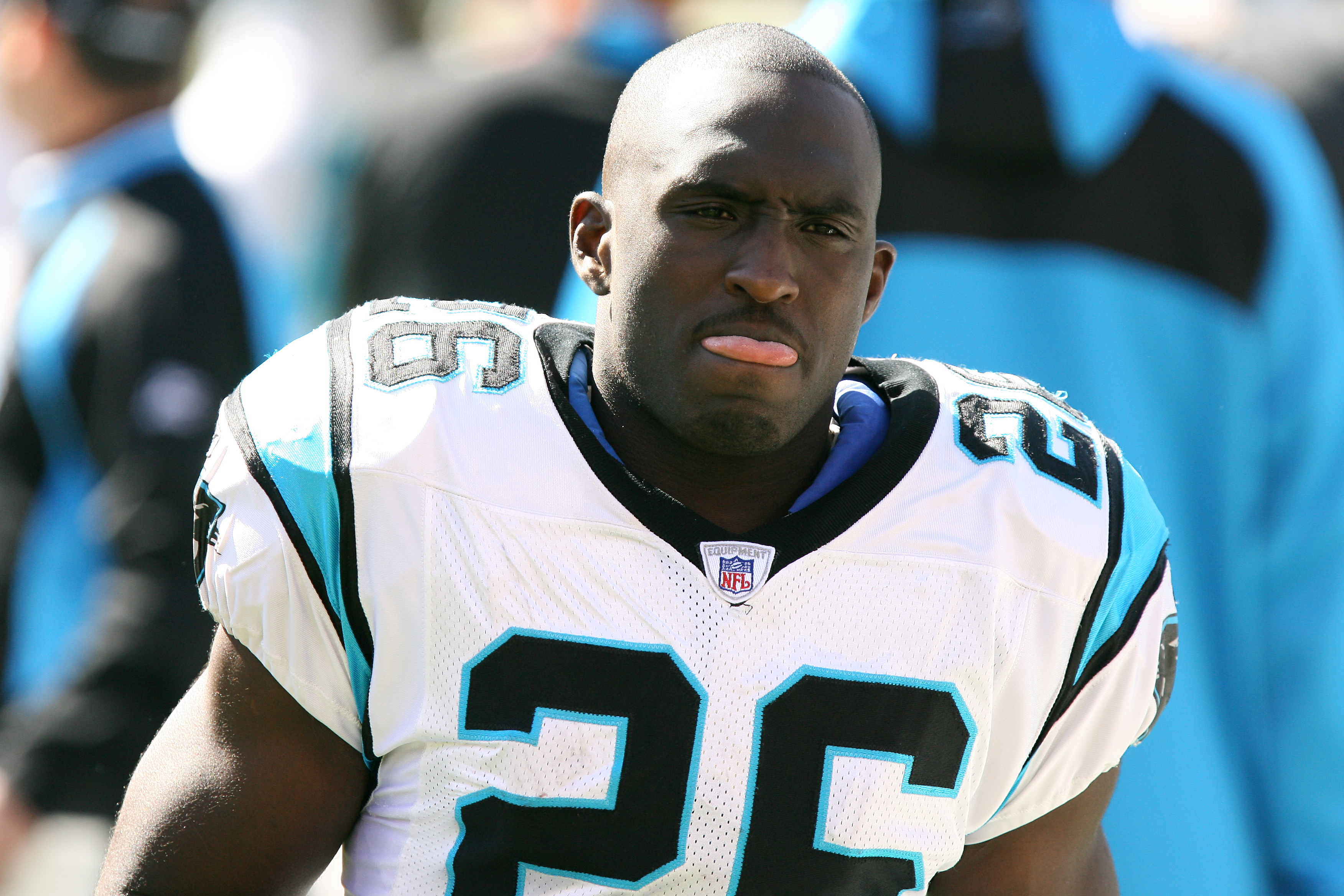
Deshaun Foster Foster avec les Panthers

 DeShaun Foster était un joueur américain de football américain né le 10 janvier 1980 à Charlotte (Caroline du Nord).
Il est l'entraîneur principal des Bruins d'UCLA en NCAA depuis 2024.

## Biographie

### Carrière universitaire
Il a joué avec les UCLA Bruins, cumulant 3 194 yards pour 44 touchdowns et 266 points.

### Carrière professionnelle
Il a été drafté par les Panthers de la Caroline au 2e tour (34e choix) du draft de 2002.

### Entraineur
Après sa retraite, en 2016 il commence une carrière d'entraineur avec les Red Raiders de Texas Tech. Dès 2017, il revient dans sa fac d'origine comme entraîneur des running backs des Bruins d'UCLA. En 2024, après le départ de Chip Kelly, DeShaun est nommé au poste d'entraîneur principal des Bruins.

## Palmarès
- Finaliste du Super Bowl en 2003-04